# Сфера (робот)
Сфера — российское беспроводное досмотровое устройство разработанное компанией ЗАО СЕТ-1. Предназначено для получения аудио и видео информации на труднодоступных и опасных для здоровья и жизни человека объектах.

## Конструкция
Устройство представляет собой прочный шар в котором смонтированы, микрофон и четыре видеокамеры с мощной светодиодной подсветкой видимого и инфракрасного диапазонов обеспечивающие обзор в 360 градусов. Устройство передачи информации по радиоканалу, обеспечивает управление с помощью пульта видеонаблюдения и дистанционного управления. Сфера оборудована устройством позиционирования обеспечивающем автоматическую установку в вертикальное положение. Для транспортировки комплекта Сферы используется ударопрочный кейс.

## Применение
Сфера вводится в действие чекой, после чего забрасывается в труднодоступную или опасную зону. После остановки устройства и принятия вертикального положения, возможно получать изображение и звук на дистанции 50 метров. Возможна транспортировка устройства миниатюрным роботом Скарабей. 

## Боевое применение
Досмотровое устройство Сфера прошло испытания в ходе военной операции России в Сирии.

## Технические характеристики

### Беспроводное досмотровое устройство
- Дальность наблюдения с передачей видеоинформации по радиоканалу на пульт видеонаблюдения и дистанционного управления — не менее 50 м.
- Диапазон рабочих частот канала передачи — 1110–1230 МГц
- Видеокамеры — CMOS, Ч/Б 4 шт.
- Объективы — Bordlens 2,8 4 шт.
- Подсветка	— 4 х 6 светодиодов
- Угол обзора — 360 град.
- Источник питания —	Li-PO АКБ (сменный)
- Время работы (зависит от режима работы) — не менее 60 мин.
- Габариты, диаметр — 90 мм.
- Вес — 610 г.
- Диапазон рабочих температур — от -20 до +45

### Пульт видеонаблюдения и дистанционного управления
- Рабочая частота канала дистанционного управления — 917 МГц
- Источник питания — Li-Ion АКБ
- Габариты — 271x163x77 мм.
- Вес — 1,8 кг.[3]